# Karen Nyberg
Karen Nyberg   (Parkers Prairie, 7 d'octubre de 1969) és una enginyera mecànica i astronauta de la NASA. Va ser la cinquantena dona a l'espai a la seva primera missió al 2008.

## Biografia
Nascuda a Vining, Minnesota, el 1969 d'una família de procedència noruega. Està casada amb el també astronauta Douglas Hurley i tenen un fill.
Es va graduar amb un summa cum laude en enginyeria mecànica a la Universitat de Dakota del Nord al 1994. Va seguir els estudis a la Universitat de Texas a Austin, estudiant la termoregulació humana i experimentant sobre la regulació metabòlica, centrant-se també en la regulació tèrmica en vestits espacials. Va obtenir el doctorat en aquest camp laboratori Austin BioHeat Transfer.

## Carrera a la NASA
Va ser seleccionada candidata a astronauta a la NASA l'any 2000. Després de dos anys d'entrenament es va qualificar com especialista de missió i va ser transferida a Astronaut Office Station Operations Branch. Va ser part de la tripulació de suport a l'expedició 6 a la ISS. Al juliol 2006 va formar part de la tripulació de l'experiment NEEMO 10, un seguit d'experiments i entrenaments al laboratori submarí Aquarius underwater laboratory per preparar la tornada d'astronautes de la lluna i de mart. L'experiment va durar set dies, on van estar vivint permanentment sota l'aigua.
Va formar part de la tripulació de la missió STS-124, que va volar a la ISS al maig de 2008. Era la segona missió de tres per completar el laboratori japonès Kibo.

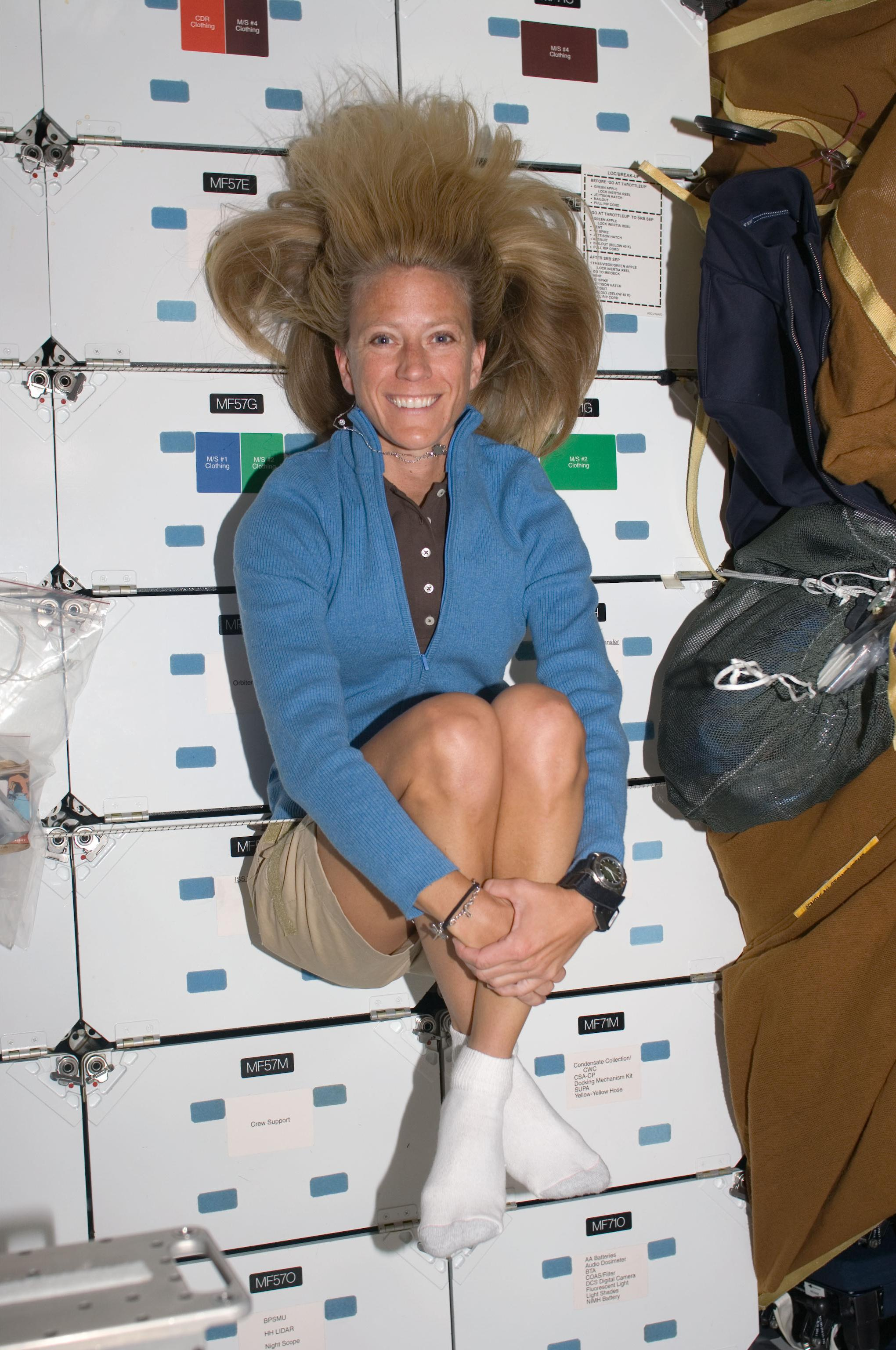
Karen Nyberg somriu per una foto en ingravidesa al transbordador Discovery acoblat a la ISS.

Al maig de 2009 va ser assignada a la missió STS-132 que havia de volar al maig de 2010. Però tres mesos abans del llançament va ser substituïda per un problema mèdic temporal.
Va tornar a l'Estació Espacial Internacional al maig de 2013 com a enginyera de vol de l'expedició 36 i 37 a bord d'una Soyuz TMA-09M.
Durant el 50è aniversari del primer vol d'una dona astronauta, Valentina Tereshkova, Karen era una de les dues dones a l'espai, l'altre era l'astronauta xinesa Wang Yaping que estava a l'estació espacial xinesa Tiangong-1. Durant la seva estada a l'espai, va cosir un dinosaure de peluix fent de restes vàries trobades a l'estació. Es considera que és el primer ninot de peluix fet a l'espai.
Després de la missió, ha seguit treballant a la NASA a la divisió del transbordador espacial i la divisió d'exploració com a cap de la secció de robòtica.